# Botryobasidium angustisporum
Botryobasidium angustisporum ist eine Ständerpilzart aus der Familie der Traubenbasidienverwandten (Botryobasidiaceae). Sie bildet resupinate, spinnwebartige Fruchtkörper aus, die meist auf Totholz von Nadelbäumen wachsen. Botryobasidium angustisporum ist in Europa verbreitet. Eine Anamorphe der Art ist bislang nicht bekannt.

## Merkmale

### Makroskopische Merkmale
Botryobasidium angustisporum besitzt weißliche bis cremefarbene, im Alter gelbe bis ockerfarbene, gespinstartige Fruchtkörper, die resupinat (also vollständig anliegend) auf ihrem Substrat wachsen und unter der Lupe leicht netzartig erscheinen.

### Mikroskopische Merkmale
Wie bei allen Traubenbasidien ist die Hyphenstruktur von Botryobasidium angustisporum monomitisch, besteht also nur aus generativen Hyphen, die sich rechtwinklig verzweigen. Die Basalhyphen sind hyalin, schmal (meist 7–10 µm breit) und nicht inkrustiert. Die Subhymenialhyphen sind hyalin, dünner und dünnwandig, die Trägerhyphen werden etwa 4–6 µm breit. Die Art verfügt nicht über Zystiden, an vielen basalen und hymenialen Septen allerdings über Schnallen. Die sechs- bis achtsporigen Basidien der Art wachsen in Nestern, werden 15–20 × 6–8 µm groß, sind subzylindrisch bis leicht urnenförmig und an der Basis beschnallt. Die Sporen sind schmal schiffförmig bis subzylindrisch und meist 7–10 × 1,5–2,5 µm groß. Sie sind glatt und dünnwandig und kleben oft paarweise aneinander.

## Verbreitung
Die bekannte Verbreitung von Botryobasidium angustisporum umfasst den Westen und Norden Europas. Die Art gilt als eher selten.

## Ökologie
Botryobasidium angustisporum ist ein Saprobiont, der Totholz von Koniferen besiedelt. Die Substrate umfassen vor allem Fichten (Picea spp.) und Kiefern (Pinus spp.). Die Art ist in Skandinavien häufig in gemäßigten bis feuchten Mischwäldern beider Gattungen zu finden.